# Saint-Germain-d'Ectot

Saint-Germain-d'Ectot este o comună în departamentul Calvados, Franța. În 1 ianuarie 2018 avea o populație de 278 de locuitori.